# Manekin spadochroniarza

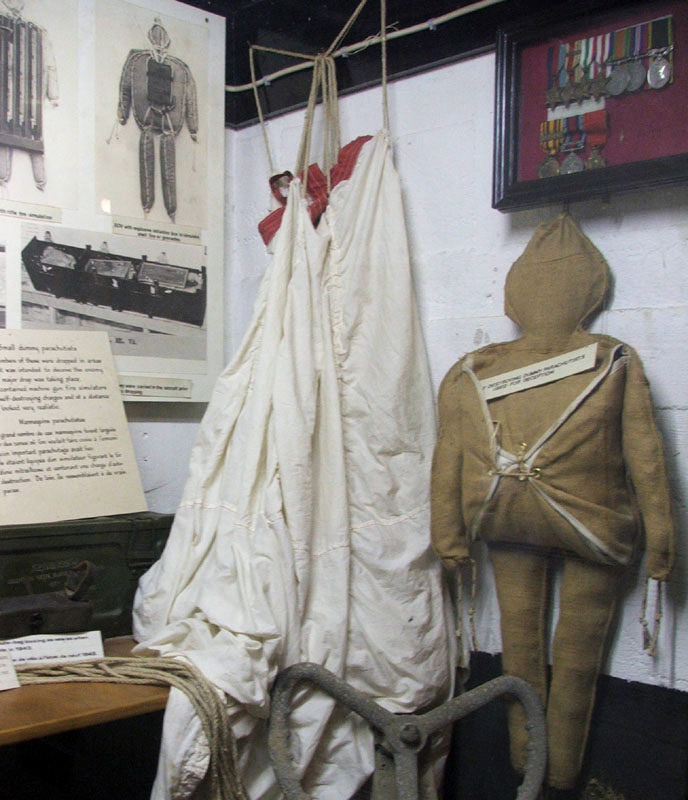
Brytyjski manekin „Rupert” (przez Amerykanów nazywany „Oscar”) we francuskim muzeum

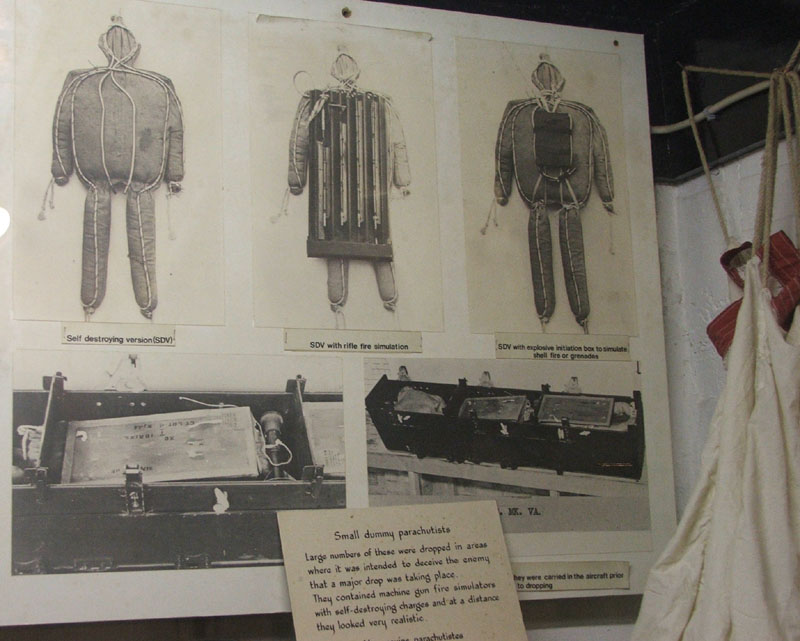
Konstrukcja manekina

Manekin spadochroniarza (ang. paradummy) – manekin imitujący opadającego spadochroniarza, wykorzystywany przez aliantów podczas II wojny światowej. Celem desantu manekinów na spadochronach w czasie konkretnej operacji wojskowej było: 
- skierowanie na nich ognia oddziałów wojskowych Osi,
- odwrócenie uwagi tych oddziałów od desantu „prawdziwych” spadochroniarzy i rzeczywistych celów operacji,
- zorganizowanie zasadzki na te oddziały.

Najbardziej znane wykorzystanie manekinów spadochroniarzy w historii wojskowości, wydarzyło się w nocy z 5 na 6 czerwca 1944 w ramach brytyjskiej operacji Titanic. 500 manekinów nazwanych „Rupert” zrzucono wraz z 12 komandosami SAS w innych strefach zrzutu niż te rzeczywiste, celem przekonania Niemców, że mają do czynienia z prawdziwym desantem i odciągnięcie ich od plaż Normandii, gdzie za kilka godzin miało rozpocząć się alianckie lądowanie.
Brytyjski manekin „Rupert” nazywany przez Amerykanów „Oscar” mierzył około 90 centymetrów, wykonany był z juty i opadał na białym lub niebieskim spadochronie. Manekin wyposażony był w samo odpalający się materiał wybuchowy, który eksplodował po zetknięciu się z ziemią, rozrzucając odłamki we wszystkich kierunkach. Spadochrony manekinów były zbierane przez ludność cywilną, która wykorzystywała je do wyrobu ubrań; same manekiny nie były zbyt cenione i często kończyły w przydrożnych rowach.